# پائولو سولری
پائولو سولری (به انگلیسی: Paolo Soleri) (متولد ۱۹۱۹ تورین در ایتالیا - درگذشته ۲۰۱۳ در پرادایس ولی، آریزونا)، معمار برجسته آمریکایی ایتالیایی‌تبار است.
او را بخاطر اثر آزمایشیش، پروژهٔ شهرک هنری آرکوسانتی می‌شناسند.
او مدتی نزد فرنک لوید رایت تلمذ نمود، و استاد برجسته دانشگاه ایالتی آریزونا بود.

## زندگی‌نامه
پائولو سولری، معماری که دیدگاه‌هایش در مورد فرم‌های به لحاظ زیست‌محیطی آگاهانه معماری نهایتاً منجر به بنیان نهادن شهر تجربی و زیست‌محیطی در اریزونا گردید، در سن ۹۳ سالگی درگذشت. او در تورین متولد شد و در دانشگاه پلی تکنیک تورینو به تحصیل معماری پرداخت، پس از ان به آریزونا آمریکا نقل مکان کرد، جایی که با فرانک لوید رایت معمار بزرگ آمریکایی آشنا شد و عمیقاً تحت تأثیر دیدگاه‌های او قرار گرفت.
در آریزونا این فرصت برای او پیش آمد تا ایده ارکولوژی ـ معماری ای که عمیقاً اکولوژی محور است و کاهش مصرف و دورْ ریز انرژی و ذخیره اب و بالا بردن کنش دو سویه با محیط طبیعی را مد نظر می‌آورد ـ را پیگیری نماید. سولری در سال ۱۹۷۰ با عملی کردن ایده‌هایش، اقدام به طراحی و ساخت اجتماعی کم بیش پاد فرهنگی ارکو سانتی در صحرای فونیکس نمود. ارکوسانتی در قامت بدیلی برای زندگی حومه شهری آمریکایی تعریف شد، شهر به کمک صدها دانشجوی داوطلب و ساکنان آینده خودش با هدف سکناگزینی ۵۰۰۰ نفر در ساختمان‌های در هم قفل شدهٔ متراکم وارد مرحله اجرا گردید.
با افول جنبش هیپی‌ها در دهه ۱۹۶۰، ارکوسانتی آرام آرام جذابیت خود برای سکونت را از دست داد و سقف جمعیتی اش در دهه ۷۰ نهایتاً به ۲۰۰ نفر رسید. امروز حدود ۶۰ ساکن دائمی دارد اما هزاران دانشجو و توریست همچنان، هر ساله، برای بازدید از «آزمایشگاه شهری» پائولو سولری و کاویدن روش‌ها و ایده‌های معمار بدان جا مراجعه می‌کنند.
پائولو سولری، در سال ۱۹۹۶ به عضویت افتخاری ریبا درآمد و در سال ۲۰۰۰ جایزه شیر طلایی بینال معماری ونیز را به سبب یک عمر دست اوردهای فنی و علمی به دست آورد.
در ۷۰ مایلی شمال فونیکس، در اریزونای مرکزی، شهری غیرمعمول واقع شده‌است به نام آرکوسانتی، که پائولو سولری با هدف اسکان ۵۰۰۰ نفر طراحی کرد. ارکوسانتی عملاً تحقق مفهوم آرکولوژی بود که ماحصل ترکیب دو عبارت اکولوژی و معماری است. نیت این باهم آد شکل‌دهی به گشتالتی بود تا مامنی باشد برای مناسبات و کنش‌های دو سویه‌ای که ارگانیسم‌های زنده در قبال یک دیگر و محیط طبیعی شان ایفا می‌نمایند.
یکی از خیال ورزترین متفکران زمانه ما، پائولو سولری، تمام زندگی خود را صرف مشغله‌های اجتماعی و اکولوژیکی نمود که به واسطه اگزیستنس شهری مدرن برآمده بودند. ماحصل کار سولری شامل دستاوردهای عظیم و موفقی در حوزه معماری و برنامه‌ریزی، نوشته‌های بی‌نهایت مهمی در مورد تجربیات حاصل از طراحی و ساخت ارکولوژی، هم حضوری و هم رسش معماری و اکولوژی و همچنین امکان جلب نظر جهانیان به پروژه‌ای کاملاً خیالی است، که روی در واقعیت کشید.
پائولو سولری به سال ۱۹۱۹ در تورین متولد شد و اولین سال‌های آموزش معماری اش را غرق چشم‌انداز، فرهنگ و معماری اروپایی کرد. در ۱۹۴۶ مدرک دکترای خود در معماری را از دانشگاه پلی تکنیک تورین اخذ نمود، کمی پس از فراغت از تحصیل به ایالات متحده نقل مکان کرد تا در پروژه تالیسن فرانک لوید رایت در اریزونا با او همکاری کند.
سولری در سال ۱۹۵۰ به ایتالیا بازگشت و مشغول طراحی یک کارخانه سرامیک‌سازی گردید که اکنون تبدیل به یک اثر یادمانی در ایتالیا گردیده است، طی این پروژه او مشغول همکاری با هنرمندان سرامیک ساز گردید و به درک و دانشی در مواجه با سرامیک رسید که بعدها در بسیاری از اثارش به خوبی آن‌ها را متبلور ساخت، طی پنجاه سال پس از ان این زنگ‌های سرامیکی در کنار تبحرش در استفاده از برنز و آهن و پیکره تراشی تبدیل به عناصر و منابع الهامی گردید که عملاً کمک کرد تا ایده‌های تئوریکش به محک تجربه خورند.
سولری در سال ۱۹۵۶ به همراه همسرش کُلی و دو دخترش؛ کریستین و دانیلا به اریزونا نقل مکان کردند، در آن جا بنیاد خیریه کوسانتی را تأسیس کردند و کار بر گروهی از ساختمان‌ها را شروع کردند که به همین نام خوانده می‌شدند و به واقع در همین کوسانتی بود که سولری اولین تجربیاتش در تکنیک‌های متنوع قالب‌گیری و کار با بتن را به دست آورد.
در سال ۱۹۷۰ گام مهمش برای تحقق بزرگگترین و جاه طلبانه‌ترین پروژه اش را برداشت. شهرک ارکوسانتی در اریزونای مرکزی به عنوان پیش نمونه‌ای از ارکولوژی بنیان نهاده شد. ارکوسانتی که شاید بتوان ان را کامیونیتی ای نامید که سولری به عنوان آلترناتیوی برای شهر پایدار در سر می‌پروراند، عملاً مانیفستی بود برای نظریه ورزی‌های ارکولوژی. این ایده تا سال ۱۹۷۰ که سال آغازین پروژه بود محور اصلی زندگی و کار سولری را تشکیل می‌داد.
آرکولوژی کانسپت پائولو سولری برای شهرهایی است که هم حضوری معماری و آکولوژی را مد نظر دارند. ایده آرکولوژی شهر سه بعدی فشرده و در هم ادغام شونده‌ای را پیش می‌کشد که محققا رو به روی هرزه روی حومه شهری می‌نشیند، الگویی که ذاتاً با مصرف بی‌رویه منابع و منزوی ساختن مردم از یک دیگر و از کامیونیتی‌های پیرامونی گره خورده است. مینیاتوریزه شده محیط فیزیکی شهر در حفظ زمین، انرژی و منابع بی‌نهایت مؤثر است.
در یک رویکرد تاریخی، آرکولوژی مجموعه‌ای از شاکله‌های طراحی معماری است که هدفش طراحی کلان سازه‌های زیستی است که پذیرای تراکم انسان در مقیاس بالا می‌باشند. آرکولوژی تفاوت اساسی دارد با ساختمان‌های بلندمرتبه یا زیست گاه‌ها، چرا که مقرر گردیده تأمین‌کننده پایدار تمام منابعی باشد که برای زندگی راحت مد نظرند، روندی که در قالب تولید مواد غذایی، تصفیه اب، برق، تنطظیمات اقلیمی و . . تحقق می‌یابد. شهر به نوعی تعریف شده‌است که تأمین‌کننده تمام این موارد برای جمعیت‌های بالای انسانی باشد، ارکولوژی طبق تعریف هیچ نیازی به ارتباط با شهرداری یا زیرساخت‌های شهری جهت مدیریت ندارد.
ارکولوژی‌ها با هدف کاهش تأثیرات انسان بر منابع طبیعی طراحی شده بودند. ارکولوژی غالباً تکنیک‌های معمول ساختمان‌سازی و تکنیک‌های رایج مهندسی عمران را در قامت پروژه‌هایی بی‌نهایت کلان مقیاس ولی قابل اجرا به کار می‌گیرد تا شمول اقتصادی ای که در دیگر پروژه‌های با بن مایه‌های ایده‌آل گرایانه قابل حدوث نمی‌باشند را ممکن سازد، از این نظر این دیدگاه بی‌نهایت به آنچه فرانک لوید رایت در بِراداِکـْـر سیتی یا شهر پهنْ دشتی مطرح می‌سازد نزدیک است. طرح سولری حمل و نقل، کشاورزی و نظام مالی و تجاری را بر قوام مناسبات اقتصادی تعریف کرده‌است.
طرح فرانک لوید رایت، درست به مانند طرح پائولو سولری با انتقاد منتقدانی مواجه شد که راه حل‌های ارائه شده را در مواجه با مشکلات واقعی برآمده از تعریف یک زیست گاه با جمعیت بالا بی‌نهایت سست و غیر پاسخ گو می‌دانستند.
خود پائولو سولری در کتاب پاسخ زمین (۱۹۷۷) مشکل شهرهای امروز را این چنین بیان می‌کند:
مشکلی که در حال حاضر من با ان مواجه هستم، الگوی طراحی حال حاضر شهرهاست؛ چند طبقه ارتفاع گرفتن از زمین و جهت‌گیری به سمت حاشیه‌های شهری و نهایتاً بسط یافتن افقی و بدقواره بافت به اصطلاح شهری برای مسافت‌های طولانی. نتیجهٔ این هرزه روی افقی، تغییر شکل اساسی زمین است و تبدیل مزارع به پارکینگ‌ها و عملاً صرف میزان زیادی از زمان و انرژی است، برای حمل و نقل مردم، کالاها و ارائه خدمات متناسب با فاصله‌شان از مرکز. پیشنهاد من تمرکز بر درونْ کافت و درونْ ریزی شهری است و نه برون ریزی و بسط ان در افق.
در شهرهای امروز بیش از نیمی از زمین به کارکردهای اتومبیلْ مبنا تخصیص داده شده‌است، در ارکولوژی، اتومبیل‌ها از شمول اصلی شهر حذف شده‌اند و ماهیت چندْ منظوره ساختمان‌ها مکان‌های زیست، کار و حوزه عمومی را در دسترس یک دیگر قرار می‌دهد و عملاً موجب می‌شود راه رفتن تبدیل به فرم اصلی حمل و نقل درون شهر گردد.
نزدیکی و هم جواری ارکوسانتی با زمین‌های غیر مسکونی دسترسی بی‌نهایت بی دغدغه و سریع به مناطق روستایی را برای ساکنین شهر فراهم می‌آورد و در عین حال این امکان را نیز برایشان ممکن می‌ساخت که فعالیت‌های کشاورزی شان را درست در نزدیکی شهر سامان دهی نمایند. این وضعیت کارایی لجستیک سیستم توزیع مواد غذایی را نیز به حداکثر می‌رساند. استفاده از تکنیک‌های معماری غیرفعال خورشیدی همچون تمرکز بر معماری گلخانه‌ای، تأثیرات نیم گنبدها و معماری به لحاظ سازه‌ای پوشاننده نیز راه کارهایی اند بر کاهش مصرف انرژی در شهر مخصوصاً از نظر سرمایش، گرمایش و نورگیری. از همین روست که شاید بتوان ارکولوژی را جانشینی ناب برای مصرف و اسراف بیش از اندازه از طریق طراحی شهری هوشمند، کارامد و به لحاظ مالی کم مصرف در نظر آورد.
پائولو سولری در جای دیگری از کتاب "پاسخ زمین"(۱۹۷۷) آورده‌است:"آرکولوژی توان ارائه پاسخ صحیح به بسیاری از مشکلات تمدن شهری، از جمله جمعیت، آلودگی، کمبود انرژی و منابع طبیعی، کمبود منابع غذایی و کیفیت زندگی را دارد. سازه شهر بایستی بتنی و مینیاتوری باشد تا بتواند حامی فعالیت‌های پیچیده فرهنگ پایدار انسانی قرار گیرد و بدان درکی نوین اعطا کند و اعتماد جامعه به آینده اش را نیز مقوم سازد. اصل عمده آرکولوژی در این گزاره خلاصه می‌شود که شهر ابزار الزامی دگرگونی نوع بشر است.
در سال ۱۹۷۰ پائولو سولری و موسسه‌ای که خودش تأسیس کرده بود؛ بنیاد کوسانتی، ساخت آرکوسانتی را آغاز کردند، یک آزمایشگاه شهری در دل صحرای مرکزی آریزونا. شهر مبتنی بر کانسپت آرکولوژی طراحی شده بود، هدف طراح این بود که شهر پس از تکمیل ۵۰۰۰ نفر جمعیت داشته باشد و راه نمایی باشد برای بهبود شرایط شهری در مقیاسی کلان و نمونه‌ای باشد آگاهی بخش برای پاسخ به تأثیرات منفی متبادر بر زمین. سازه‌های فشرده و بزرگش و همچنین گلخانه‌های خورشیدی کلان مقیاس اش صرفاً ۲۵ اکر از ۴۰۶۰ اکر مجموعه را متأثر می‌سازد و فضاهای طبیعی را در هم‌نشینی با ساکنان شهر تعریف می‌کند. بر اساس نظریه ارکولوژی سولری، در آرکوسانتی بسیاری از سیستم‌ها با هم کار می‌کنند این در هم‌گیری بر اساس سیرکولاسیون کارای مردم و منابع، ساختمان‌های چند منظوره، اپارتمان‌ها، تجارت، تولید، تکنولوژی، فضای باز، استودیوها، روی دادهای فرهنگی و آموزشی ای که همگی در دسترس همگان هستند تعریف می‌شود، با این حال محرمیت عنصر اساسی در تمامی لایه‌های طرح می‌باشد.
آرکوسانتی یک مرکز آموزشی است، برنامه کارگاه پنج هفته‌ای تکنیک‌های ساخت و ساز و فلسفه وجودی آرکولوژی را حین فرایند ساخت آموزش می‌دهد. داوطلبان و دانشجویان از اقصا نقاط دنیا به این شهر می ایند و ارکوسانتی را از طریق مشارکت در ساخت و نهایتاً توسعه فضایی و فیزیکی تجربه می‌کنند. بسیاری از این‌ها دانشجویان طراحی هستند و برخی شان هم از طرف دانشگاه‌ها تاییدیه کاری دارند اما داشتن پس زمینه طراحی و معماری جز شرایط اصلی نیست.
در حال حاضر، آرکوسانتی، متشکله ایست از ده‌ها ساختمان چند منظوره، که ماحصل حدود ۶۰۰۰ کارگاه مشارکتی برگزار شده توسط مسئولین شهر است، این ساختمان‌ها هر کدام ۶۰ تا ۸۰ نفر را در خود جای داده‌اند که همگی شان بی‌وقفه خود را وقف ساختن و حفاظت از محیط ساخته شده پیرامونی نموده‌اند، این ساکنین که زنگ‌های با معروفیت جهانی سولری را می‌سازند و شاهد حضور سالانه ۵۰۰۰۰ توریست می‌باشند در حوزه برنامه‌ریزی، ساخت و ساز، طراحی منظر، حفاظت، پخت‌وپز، کار در کارگاه‌های آهن و سرامیک، باغ بانی و مدیریت و روابط عمومی مشغول فعالیت می‌باشند.